# 伊朗阿塞拜疆

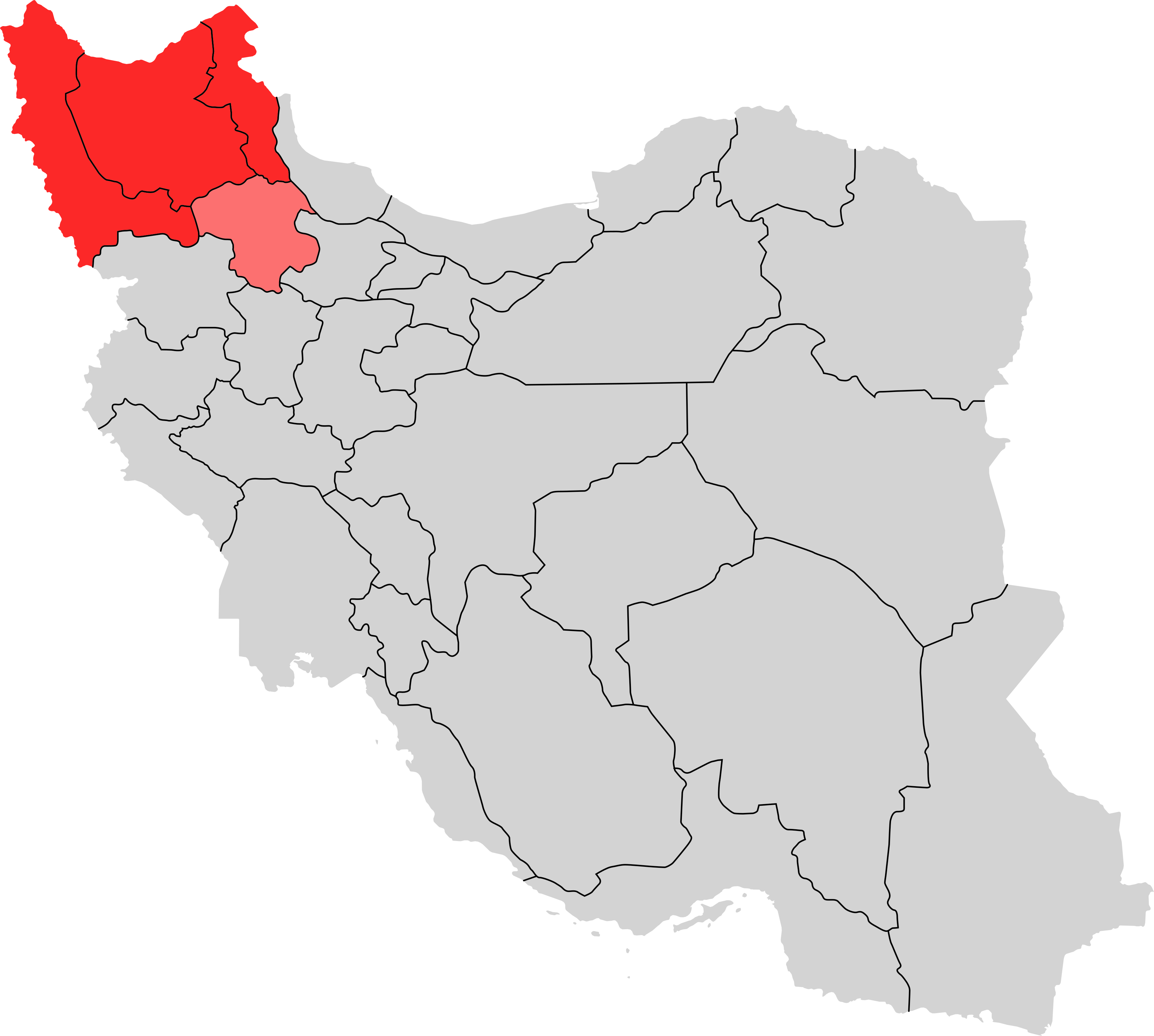
伊朗阿塞拜疆

伊朗阿塞拜疆（波斯語：‎，羅馬化：Āzarbāijān-e Irān）是伊朗西北部的一個地區，古代阿特羅帕特尼王國的所在地。許多阿塞拜疆人將這個地區稱之為南阿塞拜疆。不過，一些學家及資料認為這個稱呼帶有民族統一主義和政治動機。

## 語源
阿塞拜疆一詞是由阿特羅巴特斯衍生而來，阿特羅巴特斯是阿契美尼德王朝米底王國的總督，他統治著古稱阿特羅帕特尼的伊朗阿塞拜疆。阿特羅巴特斯被認為是古波斯語「受火炎保護」一詞衍生出來的，這個名字在波斯古經裡也有所提及：âterepâtahe ashaonô fravashîm ýazamaide，解作「我們崇拜阿特羅巴特斯的弗拉瓦希（祆教裡的守護天使）」。根據伊斯蘭教百科全書，這個地區在中古波斯語裡應讀作「Āturpātākān」、現代波斯語讀作「Āzerbāydjān」或「Āzarbāydjān」、希臘語讀作「阿特洛巴提尼（᾿Ατροπατήνη）」、拜占庭希臘語讀作「᾿Αδραβιγάνων」、亞美尼亞語讀作「Atrpatakan」、叙利亞語讀作「Adhorbāyghān」。中古波斯語將「阿特羅巴特」轉變成「艾達爾巴德」（Adharbad）。一位名為艾達爾巴德·馬赫拉史賓頓的祆教祭司以其忠告而聞名。許多歷史文獻都提及阿塞拜疆的火廟數量眾多，又認為那裡是祆教先知查拉圖斯特拉的出生地，但是現代學者仍未就他的出生地達成共識。

## 地理
伊朗阿塞拜疆位於伊朗西北部，由東阿塞拜疆省、西阿塞拜疆省、阿爾達比勒省及贊詹省部分地區組成，總面積達122,871平方公里，毗鄰阿塞拜疆、亞美尼亞、土耳其及伊拉克。17條河流流經這個地區，境內有2座湖泊。棉、堅果、紡織品、茶、機器及電子產品是地區的主要產業。北部屬於高地氣候，爾米亞湖都位於北部的丘陵地帶，深谷及肥沃的低地縱橫交錯。
伊朗阿塞拜疆北接亞美尼亞及阿塞拜疆共和國、西銜爾米亞湖及庫爾德族聚居地、東抵塔利什斯坦（Talyshistan）及吉蘭省。

## 農業
穀物、水果、棉、稻、堅果及煙草是這地區的主要農作物。

## 工業及手工藝
機床制造、汽車制造、煉油、石化、食品加工、水泥制造、紡織、電動設備制造及制糖都是區內的主要工業。輸油及輸氣管遍佈整個地區，毛織物、地毯及金屬也有一定的產量。

## 民族
伊朗阿塞拜疆屬於突厥語族地區，是伊朗最富有及人口最稠密的地區之一。區內有不同的語言、宗教及部族族群，阿塞拜疆人廣泛分佈在區內外。伊朗阿塞拜疆人信奉什葉派，他們是伊朗阿塞拜疆的主要族群。伊朗阿塞拜疆人主要分佈在西北部省份，包括東阿塞拜疆省、西阿塞拜疆省、阿爾達比勒省、贊詹省及庫爾德斯坦省、哈馬丹省及中央省的部分地區，而在德黑蘭、卡拉季等地都可以找到他們的蹤影。
庫爾德人也是區內相當龐大的族群，根據一些資料所述，他們是西阿塞拜疆省的主要人口。
少量亞美尼亞人、亞述人、塔里什人、波斯猶太人、格魯吉亞人及波斯人也在伊朗阿塞拜疆聚居。

## 省份及城鎮
根據2006年的人口普查，東阿塞拜疆省（3,603,456人）、西阿塞拜疆省（2,873,459人）、贊詹省（970,946人）及阿爾達比勒省（1,228,155人）的總人口達790萬人。
區內的主要城市包括大不里士（東阿塞拜疆省省會）、爾米亞市（西阿塞拜疆省省會）、贊詹（贊詹省省會）、阿爾達比勒（阿爾達比勒省省會）、馬拉蓋、馬蘭德、馬哈巴德、皮蘭沙赫爾及霍伊（Khoy）。

## 歷史

### 前伊斯蘭時期
伊朗阿塞拜疆已知最古老的王國是曼努亞人在爾米亞湖東南圍繞著當今薩蓋茲統治的地區。曼努亞人是一股由伊朗人及非伊朗人組成的群體。據教授扎多克所說：
|  | 曼努亞人之間似乎不存在一致的民族語言，就像伊朗高原的其他民族一樣，他們之間夾雜著越來越多的伊朗人。 |

後來曼努亞人被一股稱為瑪提尼人的伊朗民族征服及吞併，他們建立了一個叫邁提尼的國家，當時的爾米亞湖被稱為瑪提亞湖。邁提尼後來被米底人征服，成為了米底王國的屬地，在波斯帝國統治時期則是其屬地的附屬。
根據《大英百科全書》，米底人是：
|  | 印歐語系民族，與波斯人有聯繫，他們早在大約公元前17世紀便進入伊朗東北地區，並在稱為米底的高原上定居。 |

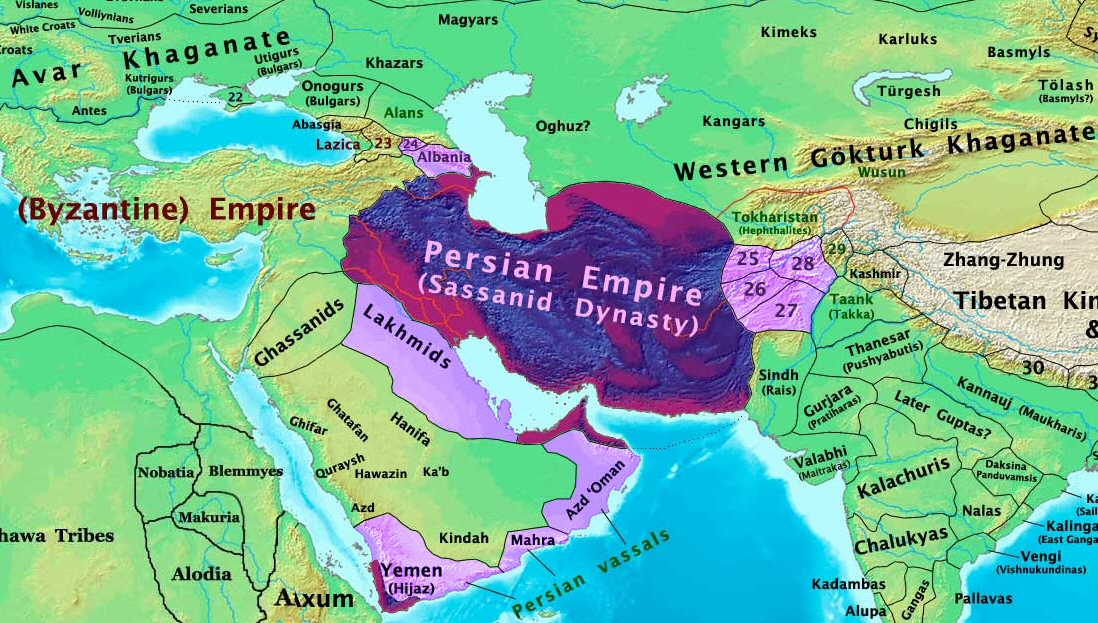
地圖顯示阿拉斯河以南的阿特羅帕特尼（伊朗阿塞拜疆），而阿拉斯河以北的地區即是當今的阿塞拜疆，當時被稱為高加索阿爾巴尼亞。

在亞歷山大大帝征服了波斯後，他指派波斯將軍阿特羅巴特斯擔任當地的統治者，阿特羅巴特斯最終開創了一個獨立的王朝。這個稱為阿特羅帕特尼王國或米底·阿特羅帕特尼的地區引起了不少爭端。在公元前2世紀，安息帝國的米特里達梯一世使伊朗阿塞拜疆擺脫了塞琉古帝國的統治，後來伊朗阿塞拜疆在薩珊王朝阿爾達希爾一世統治時期成為了王朝的一個省份。在薩珊王朝統治下，這個地區由法魯卡-霍姆茲德家族管治。拜占庭皇帝希拉克略在7世紀短暫控制著這個地區，直到與薩珊王朝和解。到伊斯蘭征服波斯後，阿拉伯侵略者使伊朗阿塞拜疆的大部分人民皈依伊斯蘭教，這個地區也成為了阿拉伯帝國的一部分。

### 伊斯蘭時期

#### 阿拉伯的征服
在伊斯蘭勢力入侵阿塞拜疆期間，伊朗的總督是法魯卡-霍姆茲德的兒子魯斯塔姆。魯斯塔姆在阿塞拜疆出生，他帶領薩珊王朝投入戰爭。
波斯薩珊王朝的軍隊在阿爾-卡迪西亞會戰裡落敗，魯斯塔姆戰死。公元642年，波斯軍官皮魯贊在納哈萬德迎戰穆斯林，納哈萬德是通往阿塞拜疆、亞美尼亞及阿爾巴尼亞的門戶。薩珊王朝軍隊在激戰下敗陣，穆斯林打開了進軍阿塞拜疆的道路。穆斯林在阿塞拜疆定居，就像他們在伊朗其他地方一樣。根據史學家卡斯拉維所述，阿塞拜疆滿佈廣袤多草的牧場，因此在這裡定居的穆斯林遠多於其他地區。反抗阿拉伯的叛亂在這個地區很普遍，當中最著名的是克拉米叛亂。

#### 阿拔斯王朝及塞爾柱帝國
具有新瑪茲達克教派背景的祅教徒巴巴克·胡拉姆丁發動的叛亂結束後，阿拔斯王朝對阿塞拜疆的控制減弱，使阿塞拜疆豎立了多個王朝。後來，庫爾德人戴薩姆（Daisam）及德萊木人馬祖班（Marzuban）奪取了阿塞拜疆，再後來庫爾德人的羅瓦迪德公國（Rawadid）征服了這個地區。在與當地的庫爾德王朝及酋長國發生衝突，塞爾柱帝國在11世紀及12世紀掌控了阿塞拜疆，當地的人口開始突厥化。1136年，這個地區持續被花剌子模入侵，直至蒙古人的出現。

#### 蒙古及土庫曼
旭烈兀領導的蒙古人於馬拉蓋建都。《大不里士的寶庫》（Safina-yi Tabriz）是一本描述伊兒汗國時期大不里士狀況的書籍。大不里士在14世紀被帖木兒征服後成為了帖木兒帝國重要的地域中心，它在後來成為了黑羊王朝的首都。

#### 薩非王朝、阿富汗、阿夫沙爾王朝及卡扎爾王朝
薩非王朝的崛起重塑了波斯的面貌，他們以什葉派為伊朗的國教。到1502年後，阿塞拜疆成為了薩非王朝主要的防禦及軍事據點。在1514年至1603年間，奧斯曼反覆侵佔大不里士及周邊地區。雖然在沙阿阿巴斯的努力下，薩非王朝一度收復這個地區，但是奧斯曼人在18世紀再度佔領阿塞拜疆及伊朗西部地區，直至納迪爾沙把他們驅逐出去。在阿富汗卡里姆汗統治初期，阿扎汗在阿塞拜疆發動叛亂，霍伊的庫爾德人及其他部族領袖各自統治著不同的地區。到卡扎爾王朝出現後，阿塞拜疆成為了王位繼承人的居所。1828年土庫曼恰伊條約的簽訂使伊朗北面邊界與俄羅斯接壤。1905年後，阿塞拜疆的代表在伊朗立憲革命當中的表現活躍。

#### 現代

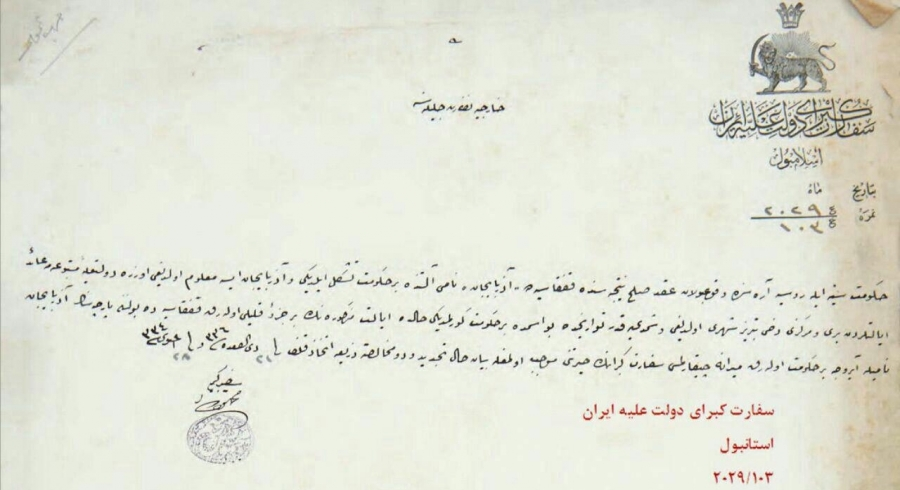
伊朗政府抗议奥斯曼在南高加索扶植的“阿塞拜疆”，因阿塞拜疆本来就是指伊朗北部大不里士附近地区

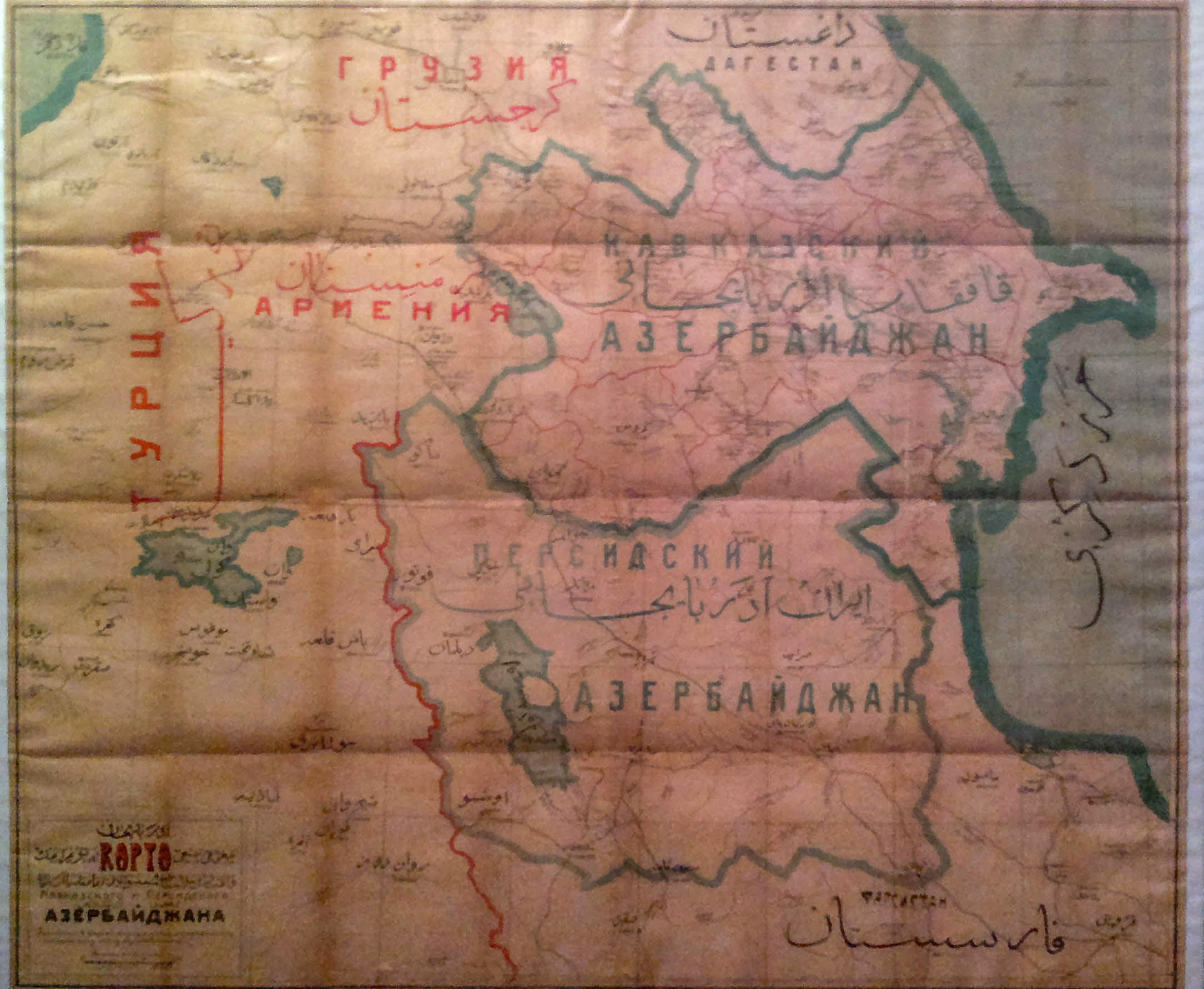
巴库的阿塞拜疆历史博物馆展示的地图，上下分别为“高加索阿塞拜疆”和“伊朗阿塞拜疆”

沙俄軍隊在1909年、1912年至1914年及1915至1918年反覆侵佔伊朗阿塞拜疆，奧斯曼人則在1914年至1915年、1918年至1919年佔領這個地區，而布爾什維克的軍隊則在1920年至1921年佔領伊朗阿塞拜疆及伊朗的其他部分。蘇維埃軍隊在1941年佔據了伊朗阿塞拜疆，並在1946年5月建立了一個短命、受到蘇維埃支持的自治國家阿扎迪斯坦，伊朗阿塞拜疆在同年11月再度與伊朗合併，自治國被解散。特別是當代的伊朗歷史證明了阿塞拜疆人是伊朗其中一個最愛國的民族，伊朗民族主義在一定程度上是阿塞拜疆知識份子的產物。在巴列維王朝、立憲革命及伊斯蘭革命時期，伊朗阿塞拜疆地區在伊朗的文化及經濟層面上都扮演著重要的角色。

## 文化
虽然阿塞拜疆人及伊朗人的语言分屬突厥語系和印欧语系，但是兩者在文化上相近，阿塞拜疆人與伊朗人的DNA也相近，什葉派是他們的共同宗教，使他們可與其他突厥語系民族被區分出來（其他突厥語系民族大多信奉遜尼派）。阿塞拜疆人會慶祝伊朗曆的納吾肉孜節，他們的音樂在伊朗是獨特的一支，許多當地的舞蹈及民族音樂仍在地區內多個民族之間流傳。雖然阿塞拜疆語不是官方語言，但是這種語言仍被廣泛使用，伊朗籍阿塞拜疆人多以阿塞拜疆語交談。許多來自阿塞拜疆的詩人會用波斯語及阿塞拜疆語寫詩，著名的阿塞拜疆語詩人包括納西米（Nasimi）、伊斯瑪儀一世、富祖里及穆罕默德-侯賽因·沙赫黎亞（Mohammad-Hossein Shahriar），當中納西米及富祖里很可能不是在伊朗阿塞拜疆出生的。阿塞拜疆語是白羊王朝等突厥王朝的主要語言，薩非王朝的宮廷也流行過一段短時期，直到採納了波斯語。長久以來作為伊朗的地區，伊朗的一些作家及詩人不吝於在他們的作品裡提及伊朗阿塞拜疆，如：
گزیده هر چه در ایران بزرگان

زآذربایگان و ری و گرگان

所有伊朗的名人和偉人，

都是出自阿塞拜疆、雷伊及戈爾甘。

—《維斯與拉曼》
از آنجا بتدبیر آزادگان

بیامد سوی آذرآبادگان

智慧及自由，

都匯聚在阿塞拜疆。

—納西米

به یک ماه در آذرآبادگان

ببودند شاهان و آزادگان

自由及國王們，

都樂於以阿塞拜疆為家

—菲爾多西

### 引用
1. ↑  Cameron S. Brown. . Middle East Review of International Affairs. 2002年12月, 6 (4)  [2011-06-27]. （原始内容存档于2006-05-04） （英语）.
2. ↑  Michael P. Croissant. . Greenwood Publishing Group. 1998年: 第61頁. ISBN 0275962415 （英语）.
3. ↑  Willem van Schendel、Erik Jan Zürcher. . I.B.Tauris. 2001年: 第24頁. ISBN 1860642616 （英语）.
4. ↑  . Encyclopædia Iranica.   [June 27, 2011]. （原始内容存档于2011-06-05） （英语）.
5. ↑  Shirin Akiner. . Taylor & Francis. 1983年: 第105頁. ISBN 0710300255 （英语）.
6. ↑  . Avesta.   [June 27, 2011]. （原始内容存档于2018-09-29） （英语）.
7. ↑  V. Minorsky. . P. J. Bearman、th Bianquis、Sir Hamilton Alexander Rosskeen Gibb、Clifford Edmund Bosworth、E. Van Donzel、W. P. Heinrichs  (编). . Brill. 2005年 （英语）.
8. ↑  . Avesta.   [June 27, 2011]. （原始内容存档于2021-01-26） （英语）.
9. ↑  Gherardo Gnoli. . Istituto universitario orientale. 1980年 （英语）.
10. ↑  . Britannica Online Encyclopedia.   [June 27, 2011]. （原始内容存档于2009-02-06） （英语）.
11. ↑  MD H. Dizadji. . Trafford Publishing. 2010年: 第105頁. ISBN 1426929188 （英语）.
12. ↑  Keith Stanley McLachlan. . UCL Press. 1994年: 第55頁. ISBN 185728125X （英语）.
13. ↑  . Statoids.   [June 28, 2011]. （原始内容存档于2018-12-25） （英语）.
14. ↑  Tore Kjeilen. . LookLex Encyclopaedia.   [June 28, 2011]. （原始内容存档于2019-10-13） （英语）.
15. ↑  . Encyclopædia Iranica.   [June 28, 2011]. （原始内容存档于2011-06-05） （英语）.
16. ↑  . Bible-history.   [June 28, 2011]. （原始内容存档于2020-10-28） （英语）.
17. ↑  . Encyclopædia Britannica.   [June 29, 2011]. （原始内容存档于2009-03-31） （英语）.
18. ↑  A Historical Atlas of Azerbaijan，第17頁
19. ↑  James Howard-Johnston. . Oxford University Press. 2010年: 第68頁. ISBN 019920859X （英语）.
20. ↑  James Minahan. . ABC-CLIO. 2004年: 第10頁. ISBN 157607823X （英语）.
21. ↑  Kenneth Katzman、Alfred B. Prados、Lois McHugh. . Nova Publishers. 2003年: 第137頁. ISBN 159033292X （英语）.
22. ↑  A Historical Atlas of Azerbaijan，第24頁
23. ↑  Peter Christensen. . Museum Tusculanum Press. 1993年: 第211頁. ISBN 8772892595 （英语）.
24. ↑  Patricia Baker、Hilary Smith. . Bradt Travel Guides. 2009年: 第143頁. ISBN 1841622893 （英语）.
25. ↑  James D. Clark. . Mazda. 2006年: 第76頁. ISBN 1568591896 （英语）.
26. ↑  Younes Parsa Benab. . iran-bulletin.org.   [July 3, 2011]. （原始内容存档于2008-04-05） （英语）.
27. ↑  . Wilson International Center for Scholars.   [July 3, 2011]. （原始内容存档于2010-07-15） （英语）.
28. ↑  S Farjadian、A. Ghaderi. . The International journal of immunogenetics. 2007年12月, 34 (6): 457–463 （英语）.